# Daniel Roberts
Daniel Ellis Roberts (Atlanta, 13 de noviembre de 1997) es un deportista estadounidense que compite en atletismo, especialista en las carreras de vallas.
Participó en dos Juegos Olímpicos de Verano, en los años 2020 y 2024, obteniendo una medalla de plata en París 2024, en la prueba de 110 m vallas. Ganó una medalla de bronce en el Campeonato Mundial de Atletismo de 2023, en la misma prueba.

## Palmarés internacional
| Juegos Olímpicos   | Juegos Olímpicos   | Juegos Olímpicos  | Juegos Olímpicos |
| Año                | Lugar              | Medalla           | Prueba           |
| ------------------ | ------------------ | ----------------- | ---------------- |
| 2024               | París (Francia)    | Medalla de plata  | 110 m vallas     |
| Campeonato Mundial |                    |                   |                  |
| Año                | Lugar              | Medalla           | Prueba           |
| 2023               | Budapest (Hungría) | Medalla de bronce | 110 m vallas     |